# Bérabich
 (juillet 2025).
Si vous disposez d'ouvrages ou d'articles de référence ou si vous connaissez des sites web de qualité traitant du thème abordé ici, merci de compléter l'article en donnant les références utiles à sa vérifiabilité et en les liant à la section « Notes et références ».
Les Bérabich (variante : Brabiche) (en arabe : "البرابيش") désigne une population d'origine arabe des Banu Hassan , concentrée au nord de Tombouctou, qui serait arrivée à la fin du XVe siècle et aurait réussi à contrôler rapidement les routes commerciales de Tombouctou vers le nord.[réf. nécessaire]

## Divisions tribales
- Oulad Slaiman (variante : Sliman
- Gouanine
- Oulad Driss (variante : Idriss)
- Oulad Ghannam
- Oulad Ich (variante : oulad Iich)
- Oulad Oumran
- Nwaji (variante : Nouaji, Nouagi)
- Oulad Ghailan (variante : Khaylan)
- Ahl Araouane (variante : Arawane)
- Ahl Boujbeiha (variante : Boujbehé)
- Oulad Bouhanda
- Raghan (variante : Reghan)
- Sakakna (variante : Eskakana)
- Lemhafidh
- Chourfa
- Oulad Boukhsib
- Tourmoz (variante : Tourmouz)
- Alwasra (variante : Ouasra)
- Ahl Kaouri (variante : Koury)
- Oulad Bouhanda
- Nouwaji